# Pecadores en las manos de un Dios airado

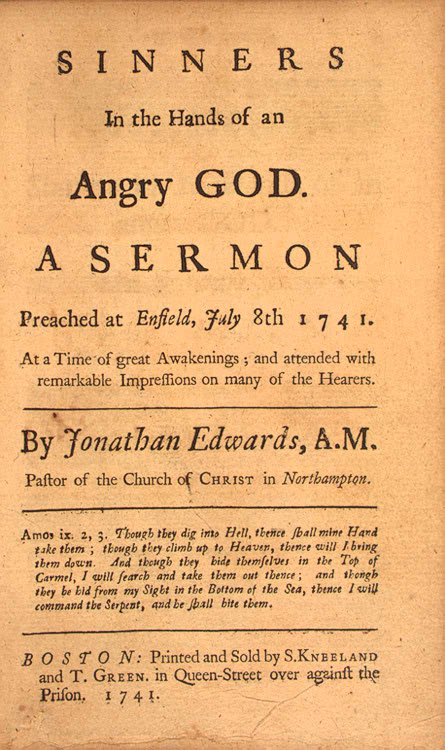
Edición del sermón, publicado en fecha de 1741

"Pecadores en las manos de un Dios airado" es un sermón escrito por el teólogo calvinista estadounidense Jonathan Edwards, predicado el 8 de julio de 1741 en Enfield, Connecticut. Como otros sermones y escritos de Edwards, combina una vívida presentación del infierno con observaciones del mundo y citas de la Biblia. Se trata del sermón más famoso de Edwards, y a menudo es estudiado y analizado por teólogos e historiadores, proporcionando un ejemplo sobre la teología del "Gran Despertar" de entre 1730 - 1755.

## Doctrina
"No existe nada que pueda salvar a los pecadores del infierno, sólo el deseo de Dios."
La mayor parte del texto del sermón consiste en diez "consideraciones":
1. Dios puede enviar a los pecadores al infierno en cualquier momento, siempre que así lo disponga debido a la doctrina de la Depravación total.
2. Los pecadores se merecen ir al infierno, pues han desechado la ley de Dios escrita en su corazón. Por lo tanto, la justicia divina no impide que Dios destruya a los pecadores en cualquier momento.
3. Los pecadores, en "este" momento, sufren la condena de Dios en el infierno al ignorar una salvación tan grande.
4. Los pecadores no deben creer que porque no se encuentren físicamente en el infierno que Dios (en cuyas manos se encuentran los pecadores) no se encuentra airado con ellos, de la misma forma que se encuentra airado con las criaturas miserables a las que está atormentando "ahora" en el infierno y que en este mismo momento sienten el dolor de su ira.
5. En cualquier momento que Dios quiera, Satanás cae sobre los pecadores y los reclama como suyos.
6. Si no fuera por la misericordia de Dios que retiene las almas de los pecadores, los príncipes del infierno reinarían en el presente y arrojarían a todos los pecadores al infierno.
7. Aunque en un momento dado la muerte no parezca inminente, los pecadores no deberían sentirse seguros.
8. Aunque es natural cuidarse o que otros cuiden de uno, los hombres no deberían sentirse a salvo de la ira de Dios.
9. Todo lo que hagan los pecadores para salvarse de los castigos del infierno no servirá de nada si continúan rechazando a Cristo.
10. Dios nunca ha prometido salvarnos del infierno, excepto a los que están contenidos en Cristo mediante la alianza de la Gracia.

## Propósito
Una iglesia de Enfield, Connecticut, no había sido afectada por el Gran Despertar de Nueva Inglaterra. Jonathan Edwards fue invitado por el pastor de esa iglesia para que predicara. El objetivo de Edwards era presentar a los feligreses los horrores del infierno, el peligro del pecado y el terror de condenarse. Edwards describe la precaria posición de quienes no siguen la urgente llamada de Cristo para recibir el perdón.
"Pecadores en las manos de un Dios airado" es un sermón típico del Gran Despertar, enfatizando la creencia de que el infierno es un lugar real. Jonathan Edwards esperaba que la visión y mensaje de su sermón despertarse a su audiencia a la horrible realidad que les esperaba si continuaban sin Cristo. La idea subyacente es que Dios ha dado a la humanidad una oportunidad para rectificar sus pecados. Edwards dice que es la voluntad de Dios lo único que impide que los pecadores sean arrojados a las profundidades del infierno. Este acto ha proporcionado a la humanidad una oportunidad de corregir sus actos y regresar a Cristo.

## Aplicación
En la parte final de "Pecadores en las manos de un Dios airado," Edwards demuestra su argumento teológico mediante la Biblia y la historia bíblica. La explicación es extensa, mencionando historias y ejemplos de toda la Biblia. El sermón finaliza con una última advertencia: Por lo tanto, que todos los que se encuentren fuera de Cristo, despierten ahora y huyan de la ira que está por llegar. Sin mencionarlo explícitamente, Edwards da una sensación indirecta de esperanza a quienes se encuentran en el presente fuera de Cristo. Sólo regresando a Cristo se puede evitar el terrible destino presentado por Edwards. 

## Efecto
Jonathan Edwards fue interrumpido muchas veces antes de finalizar el sermón por personas lamentándose, llorando y gritando "¿Qué debo hacer para salvarme?." El sermón de Edwards todavía continúa siendo uno de los principales ejemplos de los sermones del Gran Despertar y todavía se utiliza en estudios académicos y religiosos. Aunque ha recibido numerosas críticas, todavía continúa siendo leído actualmente, más de 270 años después.